# Chris Baker (Autor)
Christopher John (Chris) Baker (* 3. Januar 1948) ist ein britischer Historiker und Publizist, der seit Jahrzehnten in Thailand lebt und auf Englisch über Geschichte, Politik, Gesellschaft und Kultur des Landes schreibt und aktuelle Entwicklungen kommentiert.
Nachdem er durch die University of Cambridge promoviert worden war, ließ er sich 1979 in Thailand nieder, der Heimat seiner Frau Pasuk Phongpaichit. Er arbeitete zunächst für eine Werbeagentur und für Johnnie Walker Thailand, bevor er sich der Arbeit als unabhängiger Forscher und Autor widmete. Baker und Pasuk, die ebenfalls in Cambridge promovierte und seit 1985 als Professorin für Wirtschaftswissenschaften an der Chulalongkorn-Universität lehrt, haben gemeinsam zahlreiche Bücher und Veröffentlichungen verfasst. Zu ihren wichtigsten Werken gehören:
- Thailand. Economy and Politics. Oxford University Press, Kuala Lumpur 1995, ISBN 967-65-3097-2.
- Thailand's Boom and Bust. 1996. 2. Auflage, Silkworm Books, Chiang Mai 1998, ISBN 974-7100-57-6.
- Thailand's Crisis. Silkworm Books, Chiang Mai 2000, ISBN 974-7551-38-1.
- Thaksin. The Business of Politics in Thailand. 2004. 2. Auflage, Silkworm Books, Chiang Mai 2009, ISBN 978-974-9511-79-4, zur Politik des ehemaligen Ministerpräsidenten Thaksin Shinawatra
- A History of Thailand. 2005. 3. Auflage, Cambridge University Press, Melbourne 2014, ISBN 978-1-316-00957-4, eine Studie zur neueren Geschichte des Landes
- The Tale of Khun Chang Khun Phaen. Siam's great folk epic of love, war and tragedy. (Übersetzung und Kommentierung des klassischen thailändischen Epos Khun Chang Khun Phaen) Silkworm Books, Chiang Mai 2010, ISBN 978-974-9511-98-5, Taschenbuchausgabe 2012, ISBN 978-616-215-053-1.

Seit 1996 haben Baker und Pasuk unter ihrem gemeinsamen Pseudonym Chang Noi („kleiner Elefant“) eine Kolumne in der englischsprachigen Zeitung The Nation geschrieben, in der sie jeweils aktuelle politische und gesellschaftliche Entwicklungen thematisieren. Es ist jedoch kein wirkliches Geheimnis, dass sie die Autoren sind. Eine Sammlung von Artikeln dieser Serie ist 2009 unter dem Titel Jungle Book erschienen.
Baker ist außerdem Herausgeber eines Sammelwerks zum 100. Jubiläum der Siam Society (2004) sowie Mitherausgeber von Van Vliet’s Siam (2005), einer Zusammenstellung und Übersetzung der Aufzeichnungen des niederländischen Kaufmanns Jeremias Van Vliet, der im 17. Jahrhundert in Siam lebte und als erster westlicher Chronist der thailändischen Geschichte gilt.